# 华侨路
华侨路是南京市的道路，东起中山路，西至上海路。
西端原名半边街，东端原名慈悲社，为慈悲庵故址。1930年，因一批归国华侨聚居于此，故定名华侨路。1934年拓宽，统称华侨路。
国民政府侨务委员会位于此路附近的高家酒馆巷内。
华侨路街道以此路为名。